# Polyrhachis mackayi
Polyrhachis mackayi är en myrart som beskrevs av Horace Donisthorpe 1938. Polyrhachis mackayi ingår i släktet Polyrhachis och familjen myror. Inga underarter finns listade i Catalogue of Life.